# Pomadasys incisus
Pomadasys incisus är en fiskart som först beskrevs av Bowdich 1825.  Pomadasys incisus ingår i släktet Pomadasys och familjen Haemulidae. IUCN kategoriserar arten globalt som livskraftig. Inga underarter finns listade i Catalogue of Life.